# Canonesa

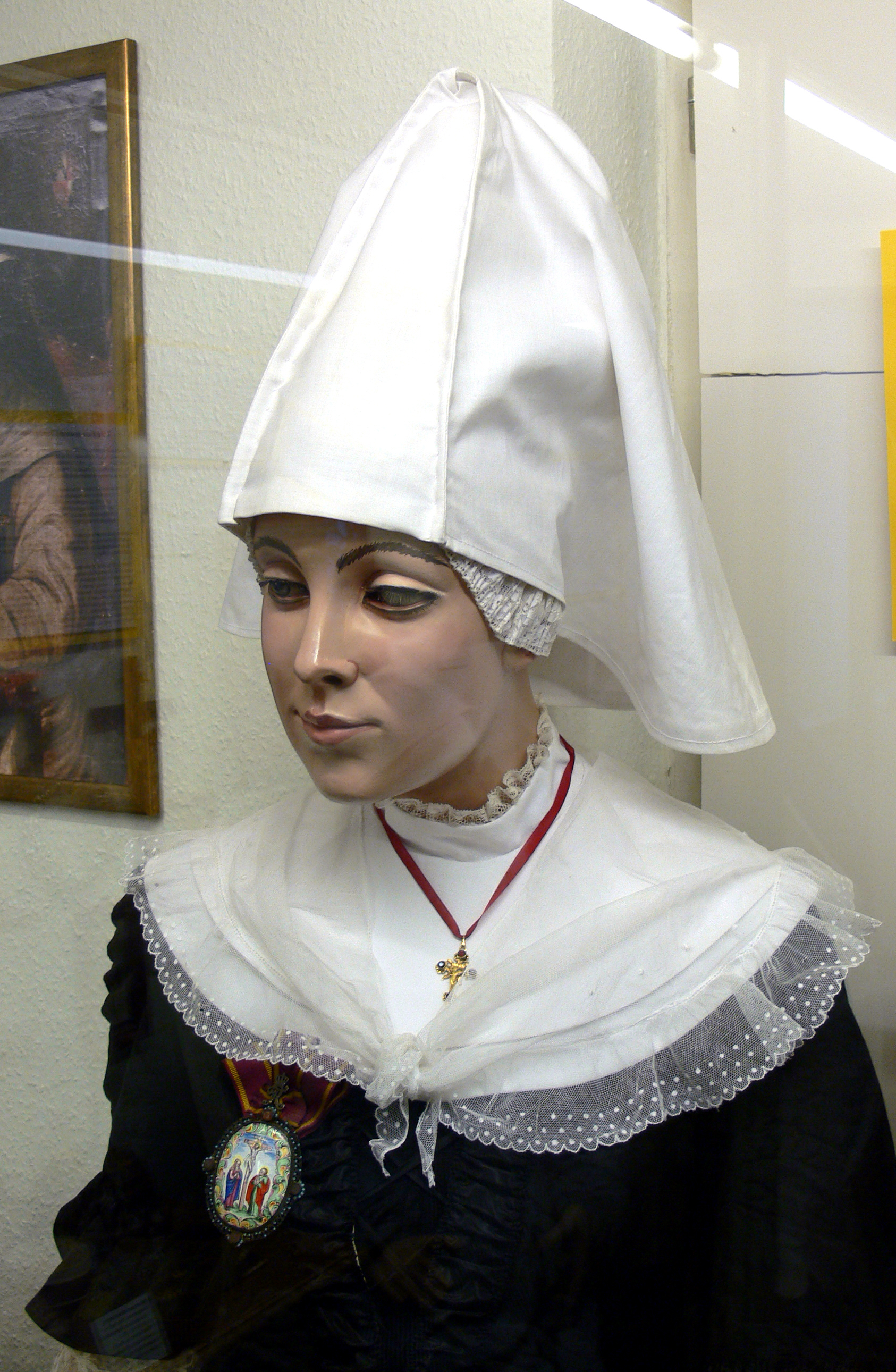
vestuario de las Canonesas

Las canonesas eran mujeres dedicadas a Dios en comunidad religiosa, conocidas muy de antiguo en la Iglesia con esa denominación, por analogía con los canónigos (los autores las llaman Canonissce: las bulas y los cánones canónica, que habríamos de traducir canónicas o canónigas). 
Eran como estos, reglares y seculares. Las primeras sujetas, según Luis Tomasino, a la regla de san Agustín. Pero estas son propiamente religiosas y por tanto, no tratamos de ellas. Las segundas tuvieron sin duda en un principio regla monástica, pero luego, apartándose de ella adoptaron una sacada de los cánones o bien la formada para el caso por los concilios y estas son propia y verdaderamente las canonesas. 
No hay noticia de que con tal denominación hayan existido en España; pero sí en diversas naciones cristianas principalmente en Francia, Alemania y Bélgica. 
Según el erudito Mabillon, dando por supuesto que en un principio hubo monasterios dobles o de religiosos y religiosas y que luego, degenerando y alterada la disciplina y la regla de las religiosas, resultaron, dice, las canonesas, así como de los monges los canónigos, ora reglares, ora seculares. Sea lo que quiera de esta opinión, como sistema más o menos general es muy verosímil y aun cierto en algunos casos y así se infiere del texto del Concilio Cabilonense celebrado en el año de 813, del que además se deduce que por lo menos en Francia, entonces empezaron a denominarse así las canonesas. Prescribiendo reglas para la vida religiosa de estas dice el Concilio: 
Libuit namquehuic sacro conventui quisdam admonitiunculas breviter iis sanctimonialibus scribere, quæ se canonicas vocant.
En 817 el Concilio de Aquisgrán formalizó la regla a que debían sujetarse tanto las canonesas como los canónigos siendo los principales capítulos el voto perpetuo de castidad y la vida común con obediencia y sumisión a una prelada. 
Hasta los siglos XII y XIII las canonesas pueden aún considerarse como religiosas regulares, unas sujetas a las reglas de San Benito o San Agustín, otras a la ordenada por el Concilio de Aquisgrán: desde esa época la institución corrió a secularizarse y la historia de las canonesas es la de los conónigos a este punto. Cesó el voto perpetuo de castidad que luego no prestaron si no la abadesa y la decana: los hábitos negros monacales impuestos por el Concilio de Aquisgrán se convirtieron en trajes seculares y profanos salvo en los actos religiosos: las canonesas podían dejar la orden para casarse y la casa religiosa o monástica se denominó simplemente colegio revelándose en ello todo su orden interior religioso. Estas casas y congregaciones, sin embargo, han continuado reputándose corporaciones eclesiásticas sujetas a la visita del ordinario: las canonesas asistían a las procesiones religiosas, cantando las preces y precediendo a los canónigos: algunas abadesas tenían jurisdicción espiritual sobre éstos; eran benditas y concurrían como preladas jurisdiccionales a los sínodos.